# Sonia Ortega Córdova
Sonia Ortega Córdova (Namiquipa, Chihuahua, 30 de enero de 1978) fue una basquetbolista mexicana.

## Carrera deportiva

### Vida Universitaria
Al pasar a la Educación Superior, fue seleccionada en el baloncesto para cursar la universidad en Nueva York, Estados Unidos. Sin embargo, esto fue después de haber cursado un semestre en la Universidad Autónoma de Ciudad Juárez (UACJ) y haber participado en el campeonato mundial U19 en el año 1996 en Chicago, Estados Unidos, en donde fue elegida como cuadro ideal del mundo. Al brincar a la Universidad Estatal de Nueva York en Búfalo, Sonia ya era reconocida, ya que fue de las primeras en jugar en Estados Unidos en la NCAA en División 1, donde destacó y fue top 11 en la nación por asistencias Su carrera es combinación de comunicación con artes visuales y la llamó Comunicación Visual. Al obtener varios logros en una escuela de División 1, se graduó con mención honorífica por ser latina destacada. Al graduarse de la Universidad de Búfalo, regresó a Chihuahua para estudiar psicología deportiva y seguir jugando baloncesto en la Universidad Autónoma de Chihuahua (UACH). Sin embargo dejó los estudios para dedicarse al basquetbol profesional. Fue de las primeras jugadoras en incursionar en Estados Unidos, basquetbol profesional y el Basquetbol Europeo.

### Basquetbol Europeo
Durante su primera temporada ganó el tercer lugar de la liga, y en su segunda temporada ganaron el campeonato y se llevaron el primer lugar, así como también rompió récords en robos de balones y asistencias. Siguiendo su carrera por Europa, siguió jugando en la Isla de Visby, Suecia donde destacó por haber conseguido el campeonato de la liga de damas (Dam ligan), la cual fue el primer campeonato en la historia de la Liga Sueca que obtiene la Isla de Visby. Sonia declara que ha sido hasta el momento el único campeonato que han conseguido desde 2005.

### Regreso a México
Después de su etapa en Europa, regresó a México ya que su papá enfermó y decidió estar con el. Comenzó a jugar en campeonatos de primera fuerza, pero lamentablemente se lesionó la rodilla no mucho después y debido a esa lesión decidió retirarse del basquetbol profesional y comenzó con nuevos proyectos. Se dedicó a asistir a Mirta Saenz en la UACH y en 2011 se convierte en la entrenadora en Jefe. Estando al mando, consiguió 3 campeonatos nacionales en el circuito estudiantil de basquetbol, 1 campeonato Nacional de CONDDE. Al ganar dichos campeonatos le daba el derecho de dirigir la Selección Nacional, sin embargo le ofrecieron el puesto de asistente.
En 2011 regresó de su retiro para jugar los Juegos Panamericanos en Guadalajara, México, donde obtuvo el segundo lugar. Al volver de los juegos Panamericanos, le ofrecen y acepta el puesto de entrenadora en jefe de las Panteras del Tecnológico de Chihuahua en rama femenil, donde obtiene el campeonato nacional del sistema de Tecnológicos Nacionales.
Fue entrenadora de las Borregas del Tecnológico de Monterrey Campus Chihuahua y será próximamente la única mujer entrenadora en jefe en la liga LNBP. Para la temporada 2022, será entrenadora de las Libertadoras de Querétaro.

## Logros
- 11 campeonatos nacionales de baloncesto.
- Destacó en el top 11 de asistencias en la nación. Jugando NCAA en División 1.
- Mención Honorable ALL-MAC[7]
- Nombrada la jugadora defensiva del año en la Conferencia MAC
- Medalla de plata en Juego Panamericanos Guadalajara (2011)[8]